# رفع القبعة

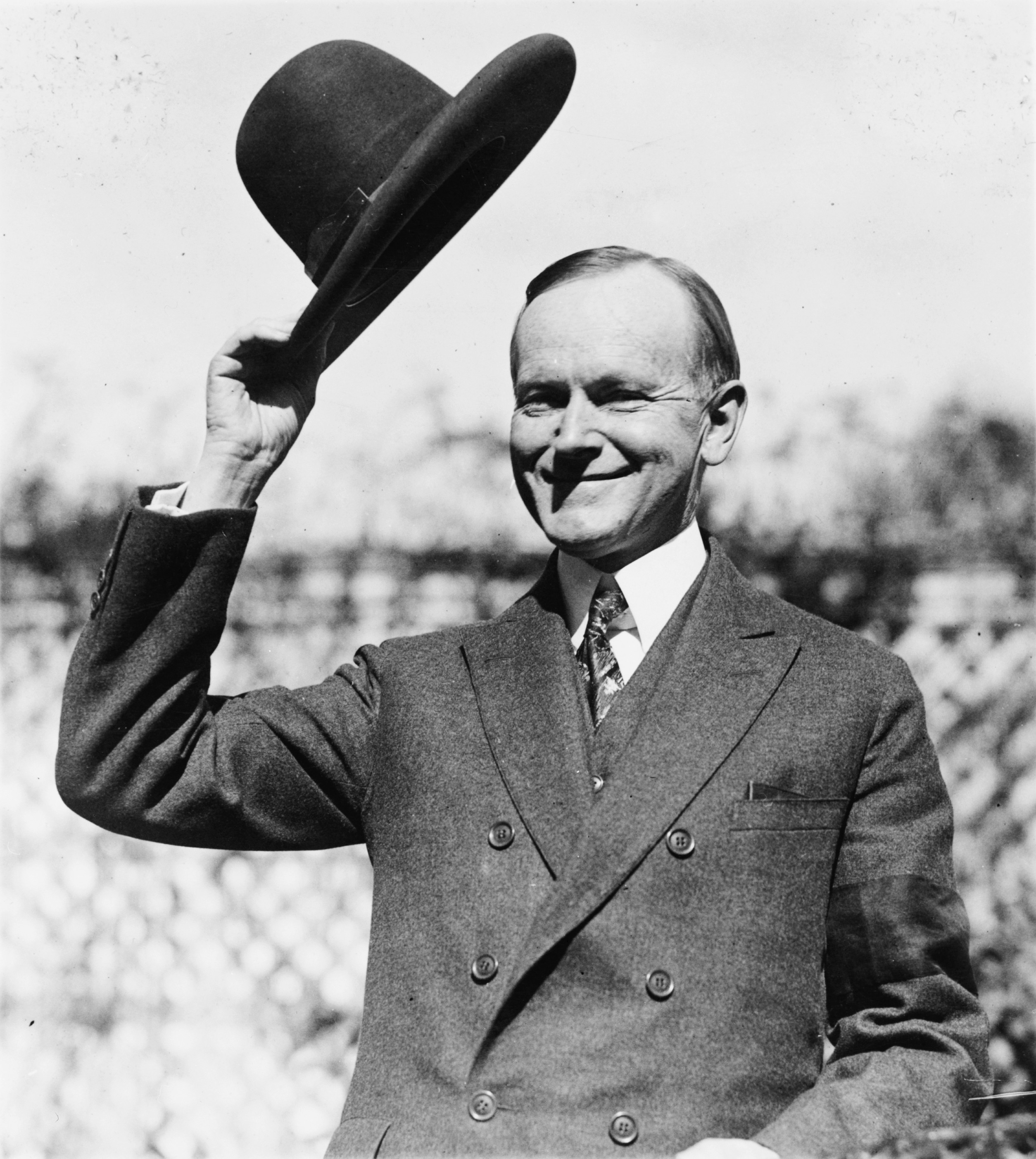
الرئيس الأمريكي كالفين كوليدج يرفع القبعة في 1924.

رفع القبعة (بالإنجليزية: Hat tip)‏، هو تعبير ثقافي وبادرة اجتماعية تكون برفع قبعات الرأس كتعبير عن الاحترام والتقدير والامتنان أو كإشارة للتحية والترحيب بطريقةٍ غير لفظية بين الأشخاص، حيث كانت هذه البادرة إحدى العادات الغربية في القرن التاسع عشر وأوائل القرن العشرين.